# Scambicornus affinis
Scambicornus affinis is een eenoogkreeftjessoort uit de familie van de Synapticolidae. De wetenschappelijke naam van de soort is voor het eerst geldig gepubliceerd in 1982 door Ho.